# Trypeta bipunctata
Trypeta bipunctata är en tvåvingeart som först beskrevs av Josef Aloizievitsch Portschinsky 1891.  Trypeta bipunctata ingår i släktet Trypeta och familjen borrflugor. Inga underarter finns listade i Catalogue of Life.